# 富丘村
富丘村（とみおかむら）は静岡県の東部、富士郡に属していた村である。現在の富士宮市中心部に西接する潤井川の両岸にあたる。

## 地理
- 河川：潤井川

## 歴史
- 1889年（明治22年）4月1日 - 町村制の施行により、淀師村、大中里村、青木村、宮原村、外神村が合併して発足。
- 1942年（昭和17年）6月1日 - 大宮町と合併して富士宮市が発足。同日富丘村廃止。

## 交通

### 鉄道路線
鉄道省身延線が村域を通過しており、ごく近くに西富士宮駅が所在。